# 指趾
指趾（しし、英語: digit）は、多くの脊椎動物が有する四肢の末端部の1つで、人間で言えば手のゆび「手指」と足のゆび「足趾」の総称。

## 名称
一部の言語では、手指と足趾で異なる名称がある（英語:"finger"と"toe"、ドイツ語:"Finger"と"Zeh"、フランス語:"doigt"と"orteil"）。
アラビア語、ロシア語、スペイン語など他の言語ではこうした区別のない「指趾」という1単語があり、「手の指趾」「足の指趾」といった表記がされる。日本語の「ゆび」は文脈に応じて手足どちらに対しても使われる。ただし解剖学や医学の分野では、手と足のゆびをそれぞれ「指」と「趾」で使い分けている。

## 人間の指趾

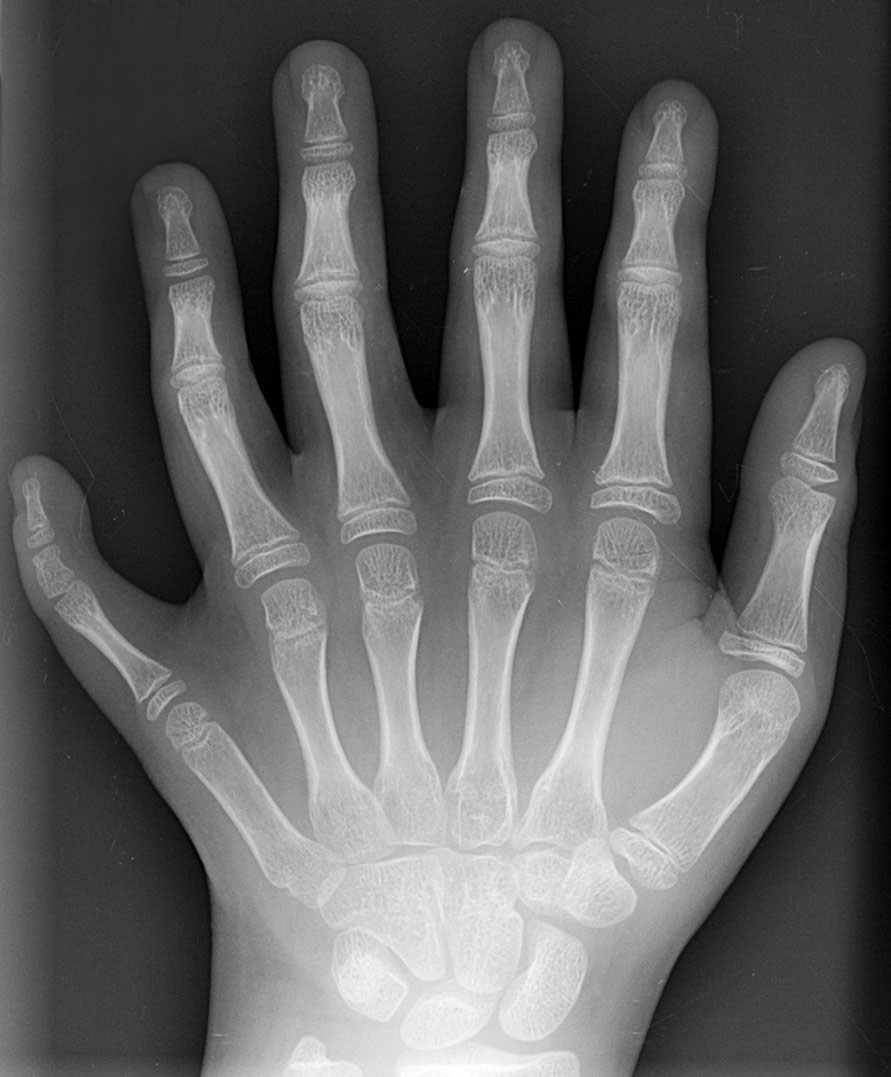
多指症の左手（X線写真）

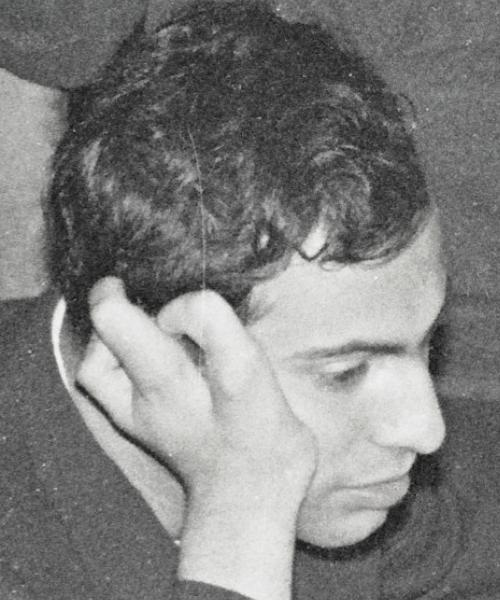
ヨーロッパチェス選手権でのミハイル・タル(1961)

人間は通常、手足それぞれに5本の指趾がある。それぞれの指趾は、軟部組織に囲まれた指骨と呼ばれる複数の骨で形成されている。人間の指趾には通常、末節骨に爪がある。多指症（足の場合は多趾症） は、正常よりも指（趾）数が多い状態を指す。反対に、正常よりも数が少ない「欠指（趾）症」も起こりうる。こういった先天異常が外科的に矯正可能か否か、矯正が示されるか否かは、症例次第である。例えば、チェスの世界チャンピオンだったミハイル・タルは、右手の指が3本のまま生涯を通した。
| 手指   | 親指     | 人差し指   | 中指     | 薬指     | 小指     |
| 解剖学 | 第一指   | 第二指     | 第三指   | 第四指   | 第五指   |
| 足趾   | 足の親指 | 足の人差指 | 足の中指 | 足の薬指 | 足の小指 |
| 解剖学 | 第一趾   | 第二趾     | 第三趾   | 第四趾   | 第五趾   |

## 脳の領野
各指は、大脳皮質上にある体性感覚領野の3b野と1野の一部に整然とした体部位再現が見られるが、補足運動野と一次運動野では（複数の指が同じ脳領域に）重なっている再現である。
体性感覚領野における手の再現は、手の外側で起こる手指の動的反射である。合指症の人達には水かき状で短い指の内反手がある。しかし、彼らの手指は癒合しているだけでなく、個々の指の皮質領野もまた内反手を形成している。外科的に合指を分割して、使いやすい手にすることは可能である。ニューヨークの形成再建外科研究所では、外科医らが32歳の男性（イニシャルO.G)にこの施術を行ない、術前後でO.G.の指に触ってMRIの脳スキャン検査を行った。術前、彼の脳内にて対応する指は密接に融合していた。術後、彼の個々の指の領野図は確かに分離しており、通常の手に対応する配置となった。

## 進化

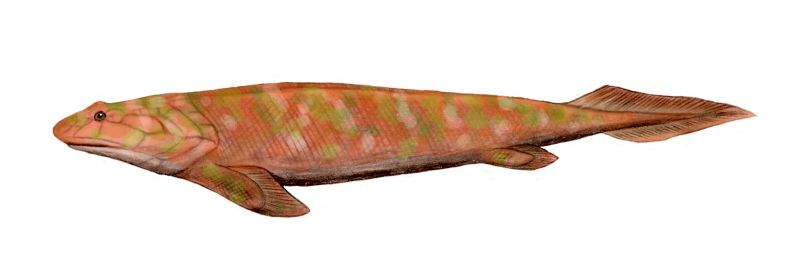
パンデリクティスの復元想像図

腕と手と指趾の相同性については、2つの考え方がある。
- 指趾は四肢動物独自のものである[8][9]。
- 肉鰭類初期の魚の鰭に、その前駆体が存在していた[10]。

ただし、3億8500万年前のデボン紀にいた沿岸魚パンデリクティスの3次元復元図を創作した2008年の研究では、四肢脊椎動物の前肢に存在するのと相同な骨を既に幾つも持っているパンデリクティスが図示されている。例えば、彼らには放射状の鰭があり原始的な指に似た骨も持っていたが、その鰭の基部は腕みたいな部位の中にあった。従って、四肢動物の進化には、鰭の最も外側の部分が失われて初期の指趾に置き換わる移行が起こったとされている。この変化は、条鰭類のサメおよびハイギョの研究に由来する追加の証拠と一致しており、四肢動物の指趾は原始的な魚に存在する既存の末端放射部位から生じたとされている。
しばしば魚類と陸生動物間のミッシングリンクだと見なされる脊椎動物ティクターリクは、パンデリクティスで見られた指のような放射状の骨を欠いたずんぐりした脚みたいな胸鰭を持っていたため、依然として論争が起こっている。論文の研究者は「この特徴分布によって、ティクターリクが固有派生形質であるのか、パンデリクティスと四肢動物が収斂進化であるのか、パンデリクティスがティクターリクよりも四肢動物に近いという意味なのか、を言えるかは困難である。いずれにせよ、魚類から四肢動物への移行は機能的に重要な構造における相当な特徴の不一致を伴っていたことを示している」と述べたp. 638.。

## 鳥類と獣脚類恐竜の指趾
鳥類および（鳥類から進化した）獣脚類の恐竜には、手に3本の指趾がある。ところが欠けている2本は異なる。鳥の（翼に埋没している）手は、先祖の5本指のうち第二指と第三指と第四指に由来すると考えられている。対照的に、獣脚類の恐竜は第一指と第二指と第三指だったとされている。近年、ジュラ紀の獣脚類中間化石リムサウルスが中国西部のジュンガル盆地で発見され、複雑な混合があった。具体的には、第一指の痕跡および完全な第二指と第三指と第四指があって、その手首の骨は第二指と第三指と第四指に紐づけられるらしいが、指の骨は第一指と第二指と第三指であったという。これは鳥類における指趾の進化が「獣脚類の進化の初期段階を特徴づける指趾の同一性の移行」から生じたことを示唆している。